# Treno blu
Treno blu è il primo album di Annalisa Minetti, pubblicato dalla Sony Music il 27 febbraio 1998, prodotto da Massimo Luca, contemporaneamente alla vittoria della cantante al Festival di Sanremo con la canzone Senza te o con te, contenuta in Treno blu.
L'album dopo una sola settimana dalla pubblicazione viene certificato disco d'oro con oltre 50 000 copie vendute.
L'album viene pubblicato in Sud America con il titolo Tren azul

## Tracce
CD - Columbia 489587 2 (Sony)
1. Senza te o con te – 4:12 (testo: Paola Palma – musica: Massimo Luca)
2. Credi, credi – 4:20 (Babyface, Fabrizio Berlincioni, Francesco Buscemi) – rivisitazione italiana di Lady, Lady
3. Se tu mi ami – 4:40 (Diane Warren, Fabrizio Berlincioni) – rivisitazione italiana di Because You Loved Me
4. Se vuoi ci credi tu – 4:12 (testo: Paola Palma – musica: Massimo Luca)
5. Io ci sarò – 4:00 (Massimo Luca)
6. L'eroe che sei tu – 4:14 (Mariah Carey, Walter Afanasieff, Marco Marati) – rivisitazione italiana di Hero
7. Treno blu – 3:50 (testo: Paola Palma – musica: Massimo Luca)
8. Libera – 5:12 (Massimo Luca)
9. Amo te (perché è così...) – 5:02 (Massimo Luca) – rivisitazione italiana di Call The Man
10. Mi spengo senza te – 3:57 (testo: Paola Palma – musica: Massimo Luca)
11. Lo stesso cielo – 4:10 (testo: Paola Palma – musica: Annalisa Minetti, Roberto Perego)

Durata totale: 47:49

## Formazione
- Annalisa Minetti – voce
- Fabrizio Bordogna – basso
- Lucio Fabbri – tastiera
- Massimo Luca – chitarra
- Stefano Cisotto – tastiera, programmazione
- Silvio Verdi – basso
- Giorgio Zanier – batteria
- Roberto Perego – chitarra, programmazione
- Emanuela Cortesi, Stefania Aggio, Moreno Ferrara, Silvio Pozzoli – cori

## Classifiche
| Classifica (1998)                     | Posizione |
| ------------------------------------- | --------- |
| Classifica degli album italiana       | 26        |
| Classifica di fine anno italiana 1998 | 174       |